# Viktor Emil Gardthausen
Viktor Emil Gardthausen (1843-1925) was een Duits historicus.
Hij was sinds 1907 professor oude geschiedenis aan de universiteit van Leipzig.

## Referentie
- A. Loh-Kliesch, art. Gardthausen, Viktor Emil, Leipzig-Lexikon.de (1998-2007).